# Polysphincta thoracica
Polysphincta thoracica är en stekelart som först beskrevs av Cresson 1874.  Polysphincta thoracica ingår i släktet Polysphincta och familjen brokparasitsteklar. Inga underarter finns listade i Catalogue of Life.